# Фулк Йерусалимски
Фулк V Анжуйски, нар. Млади (на френски: Foulque V. d'Anjou, le Jeune), e граф на Анжу (1106 – 1129), Тур и Мен (1110 – 1126) от Дом дьо Шато-Ландон. Той става крал на Кралство Йерусалим (1131 – 1143) и по време на управлението му то достига най-голямото си разширение.

## Произход и ранни години
Той е най-малкият син на граф Фулк IV († 1109) и неговата пета съпруга Бертрада дьо Монфор († 1117), която като любовница на крал Филип I от Франция постига голямо политическо влияние.
Фулк наследява баща си след неговата смърт през 1109 г. в Анжу и Тур.

## В Светите земи
През 1120 г. той посещава за пръв път Светата земя, където става близък приятел на Ордена на Тамплиерите, на които помага финансово след завръщането си във Франция.
Крал Балдуин II от Йерусалим изпраща през 1127 г. делегация във Франция, която да потърси подходящ съпруг на най-голямата му дъщеря и наследница Мелисенда. Изборът се пада на овдовелия граф на Анжу. След като му предлагат короната на Йерусалим, той се съгласява отново и завинаги да замине в Светата земя, и оставя наследството си на най-големия си син. Женитбата му за Мелисенда през 1129 г. му донася градовете Акон и Тур като зестра за брака.
През 1131 г. умира крал Балдуин II и Фулк (Фулко) е коронясан заедно със своята съпруга за крал. Той става опекун на Констанс, княгиня на Антиохия, и урежда нейния брак с Раймон дьо Поатие.
Фулк умира на 13 ноември 1144 г. след нараняване при лов и е погребан в Гробната църква в Йерусалим. Понеже най-големият му син от втория му брак е още непълнолетен, неговата вдовица Мелисенда поема управлението на кръстоносното кралство.

## Семейство
Фулк се жени през 1109 г. за Ерменгарда (Ерембуга) де Ла Флеш († 14 януари 1126). Тя е дъщеря наследничка на граф Елия I от Мен. Техни деца са:
- Алиса (Изабела) Анжуйска (1110/1111 – 1154), под името Матилде става 1150 г. абатиса на Фонтевро, ∞ юни 1119 Уилям Етелинг († 1120), син на крал Хенри I от Англия
- Жофроа V Красивия (1113 – 1151), наричан и Плантагенет, 1029 г. граф на Гранд-Анжу, 1144 г. херцог на Нормандия
- Сибила Анжуйска (1112/1116 – 1165)

1. ∞ 1123 Вилхелм Клито († 1128), бракът е анулиран 1124 г.
2. ∞ 1134 граф Дитрих от Фландрия († 1168)

- Елия II († 1151), граф на Мен

Фулк се жени втори път на 2 юни 1129 г. в Йерусалим за кралица Мелисенда. Те имат двама синове:
- Балдуин III (1131 – 1162), крал на Йерусалим
- Амалрих I (1136 – 1174), наследява брат си като крал на Йерусалим